# Żarnowa
Żarnowa ist ein Dorf der Gemeinde Strzyżów in der Woiwodschaft Karpatenvorland in Polen.

## Geographie und Lage

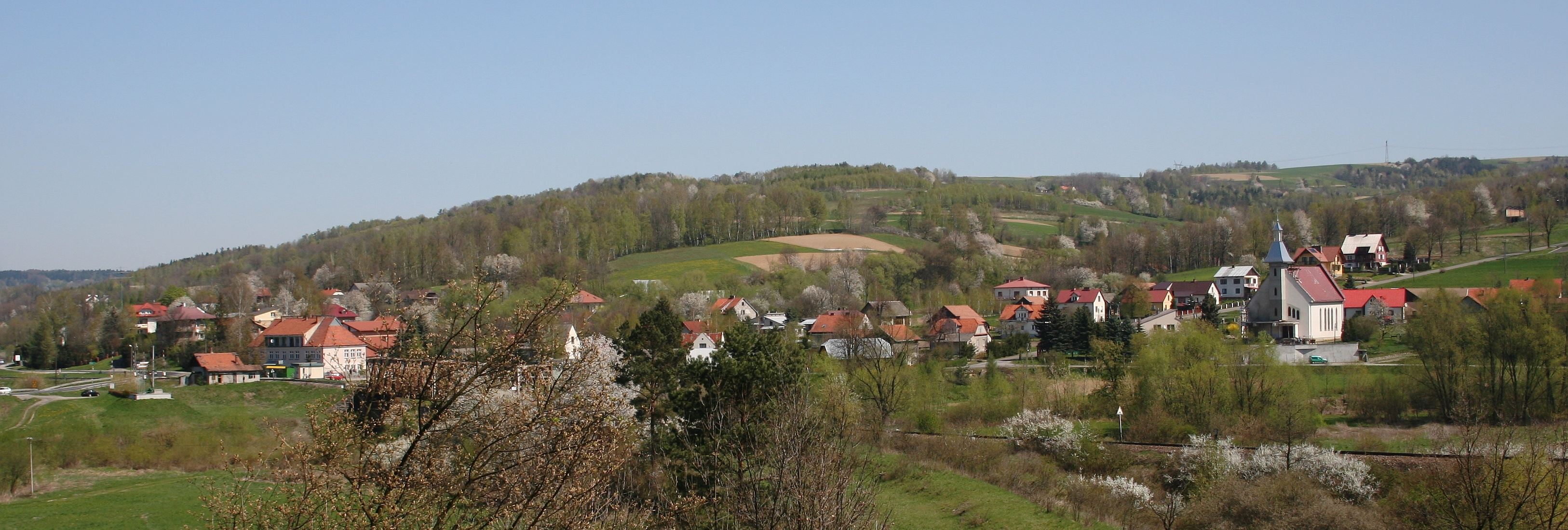
Blick auf Żarnowa

Żarnowa liegt im Süden der Woiwodschaft Karpatenvorland östlich des Zusammenflusses der Flüsse Wisłok und Stobnica.

## Geschichte
In der ersten Hälfte des 15. Jahrhunderts entstanden in Polen viele neue Siedlungen. Es ist anzunehmen, dass Żarnowa um die Wende 14./15. Jahrhunderts entstand. Es ist verbürgt, dass ein gewisser Mikołaj von Pietraszówka den Ort 1433 kaufte und der Ort 1536 an Mikołaj Machowski überging.
Die strategisch günstige Lage an der Kreuzung von Wisłok und Stobnica führte vor allem im 17. und 18. Jahrhundert immer wieder dazu, dass auf dem Boden von Żarnowa verheerende Schlachten stattfanden. 
Am 28. Juli 1944 verteidigten die Einwohner des Dorfes die Eisenbahnbrücke gegen die im Rückzug begriffenen Deutschen erfolgreich. Sie wurde so vor der Zerstörung bewahrt. Es gibt jedes Jahr ein zweitägiges Militärpicknick in Żarnowa, das an die Kämpfe vom 28. Juli 1944 erinnert. Die Einwohner Żarnowas bekamen für die Sicherung des Überganges am Wisłok das Polnische Kreuz der Tapferkeit verliehen. Der Ort wurde 1998 zur Stadt- und Landgemeinde Strzyżów eingemeindet. Von 1975 bis 1998 gehörte der Ort administrativ zur Woiwodschaft Rzeszów. 

## Sehenswürdigkeiten
- Aus dem 17. Jahrhundert ist ein Bildstock erhalten, der an die Schlachten erinnert, die in Żarnowa stattgefunden haben.
- Es gibt jedes Jahr ein zweitägiges Militärpicknick in Żarnowa, das an die Kämpfe vom 28. Juli 1944 erinnert. Dabei werden die Kampfszenen von den Einwohnern von Żarnowa, gegen deutsche Truppen nachgestellt.
- Neben der Eisenbahnbrücke gibt es eine Gedenktafel, die 1969 dort angebracht wurde. Sie erinnert sowohl an die Verteidigung der Brücke 1944, als auch an die Schlacht bei Tannenberg.